# Gran Premio motociclistico di Germania 2022
Il Gran Premio motociclistico di Germania 2022 è stato la decima prova del motomondiale del 2022. Le vittorie nelle tre classi sono andate a: Fabio Quartararo in MotoGP, Augusto Fernández in Moto2 e Izan Guevara in Moto3.

## MotoGP

### Arrivati al traguardo
| Pos. | Nº | Pilota                | Squadra                     | Motocicletta       | Giri | Tempo     | Griglia | Punti |
| ---- | -- | --------------------- | --------------------------- | ------------------ | ---- | --------- | ------- | ----- |
| 1º   | 20 | Fabio Quartararo      | Monster Energy Yamaha       | Yamaha YZR-M1      | 30   | 41'12.816 | 2º      | 25    |
| 2º   | 5  | Johann Zarco          | Prima Pramac Racing         | Ducati Desmosedici | 30   | +4.939    | 3º      | 20    |
| 3º   | 43 | Jack Miller           | Ducati Lenovo               | Ducati Desmosedici | 30   | +8.372    | 6º      | 16    |
| 4º   | 41 | Aleix Espargaró       | Aprilia Racing              | Aprilia RS-GP      | 30   | +9.113    | 4º      | 13    |
| 5º   | 10 | Luca Marini           | Mooney VR46 Racing          | Ducati Desmosedici | 30   | +11.679   | 7º      | 11    |
| 6º   | 89 | Jorge Martín          | Prima Pramac Racing         | Ducati Desmosedici | 30   | +13.164   | 8º      | 10    |
| 7º   | 33 | Brad Binder           | Red Bull KTM Factory Racing | KTM RC16           | 30   | +15.405   | 15º     | 9     |
| 8º   | 49 | Fabio Di Giannantonio | Gresini Racing              | Ducati Desmosedici | 30   | +15.851   | 5º      | 8     |
| 9º   | 88 | Miguel Oliveira       | Red Bull KTM Factory Racing | KTM RC16           | 30   | +19.740   | 14º     | 7     |
| 10º  | 23 | Enea Bastianini       | Gresini Racing              | Ducati Desmosedici | 30   | +21.611   | 17º     | 6     |
| 11º  | 72 | Marco Bezzecchi       | Mooney VR46 Racing          | Ducati Desmosedici | 30   | +23.175   | 11º     | 5     |
| 12º  | 25 | Raúl Fernández        | Tech3 KTM Factory Racing    | KTM RC16           | 30   | +26.548   | 22º     | 4     |
| 13º  | 21 | Franco Morbidelli     | Monster Energy Yamaha       | Yamaha YZR-M1      | 30   | +29.014   | 20º     | 3     |
| 14º  | 4  | Andrea Dovizioso      | WithU Yamaha RNF            | Yamaha YZR-M1      | 30   | +30.680   | 19º     | 2     |
| 15º  | 87 | Remy Gardner          | Tech3 KTM Factory Racing    | KTM RC16           | 30   | +30.812   | 21º     | 1     |
| 16º  | 6  | Stefan Bradl          | Repsol Honda                | Honda RC213V       | 30   | +52.040   | 18º     |       |

### Ritirati
| Nº | Pilota            | Squadra            | Motocicletta       | Giri | Griglia |
| -- | ----------------- | ------------------ | ------------------ | ---- | ------- |
| 44 | Pol Espargaró     | Repsol Honda       | Honda RC213V       | 22   | 13º     |
| 12 | Maverick Viñales  | Aprilia Racing     | Aprilia RS-GP      | 19   | 9º      |
| 30 | Takaaki Nakagami  | LCR Honda Idemitsu | Honda RC213V       | 6    | 10º     |
| 73 | Álex Márquez      | LCR Honda Castrol  | Honda RC213V       | 6    | 16º     |
| 40 | Darryn Binder     | WithU Yamaha RNF   | Yamaha YZR-M1      | 5    | 23º     |
| 63 | Francesco Bagnaia | Ducati Lenovo      | Ducati Desmosedici | 3    | 1º      |
| 36 | Joan Mir          | Suzuki Ecstar      | Suzuki GSX-RR      | 3    | 12º     |

## Moto2

### Arrivati al traguardo
| Pos. | Nº | Pilota                  | Squadra                  | Motocicletta | Giri | Tempo     | Griglia | Punti |
| ---- | -- | ----------------------- | ------------------------ | ------------ | ---- | --------- | ------- | ----- |
| 1º   | 37 | Augusto Fernández       | Red Bull KTM Ajo         | Kalex        | 28   | 39'44.019 | 3º      | 25    |
| 2º   | 51 | Pedro Acosta            | Red Bull KTM Ajo         | Kalex        | 28   | +7.704    | 11º     | 20    |
| 3º   | 22 | Sam Lowes               | Elf Marc VDS Racing      | Kalex        | 28   | +7.844    | 1º      | 16    |
| 4º   | 23 | Marcel Schrötter        | Liqui Moly Intact GP     | Kalex        | 28   | +7.959    | 5º      | 13    |
| 5º   | 54 | Fermín Aldeguer         | MB Conveyors Speed Up    | Boscoscuro   | 28   | +11.169   | 13º     | 11    |
| 6º   | 75 | Albert Arenas           | GasGas Aspar             | Kalex        | 28   | +11.635   | 2º      | 10    |
| 7º   | 21 | Alonso López            | MB Conveyors Speed Up    | Boscoscuro   | 28   | +12.805   | 12º     | 9     |
| 8º   | 79 | Ai Ogura                | Idemitsu Honda Team Asia | Kalex        | 28   | +13.639   | 14º     | 8     |
| 9º   | 40 | Arón Canet              | Flexbox HP40             | Kalex        | 28   | +13.764   | 6º      | 7     |
| 10º  | 14 | Tony Arbolino           | Elf Marc VDS Racing      | Kalex        | 28   | +13.800   | 7º      | 6     |
| 11º  | 96 | Jake Dixon              | GasGas Aspar             | Kalex        | 28   | +18.553   | 4º      | 5     |
| 12º  | 18 | Manuel González         | Yamaha VR46 Master Camp  | Kalex        | 28   | +18.661   | 17º     | 4     |
| 13º  | 16 | Joe Roberts             | Italtrans Racing         | Kalex        | 28   | +21.789   | 9º      | 3     |
| 14º  | 6  | Cameron Beaubier        | American Racing          | Kalex        | 28   | +23.127   | 10º     | 2     |
| 15º  | 35 | Somkiat Chantra         | Idemitsu Honda Team Asia | Kalex        | 28   | +26.420   | 21º     | 1     |
| 16º  | 64 | Bo Bendsneyder          | Pertamina Mandalika SAG  | Kalex        | 28   | +28.606   | 18º     |       |
| 17º  | 4  | Sean Dylan Kelly        | American Racing          | Kalex        | 28   | +39.217   | 23º     |       |
| 18º  | 84 | Zonta van den Goorbergh | RW Racing GP             | Kalex        | 28   | +46.429   | 24º     |       |
| 19º  | 61 | Alessandro Zaccone      | Gresini Racing           | Kalex        | 28   | +46.785   | 26º     |       |
| 20º  | 52 | Jeremy Alcoba           | Liqui Moly Intact GP     | Kalex        | 28   | +47.302   | 30º     |       |
| 21º  | 55 | Alex Toledo             | Pertamina Mandalika SAG  | Kalex        | 28   | +56.066   | 29º     |       |

### Ritirati
| Nº | Pilota              | Squadra                  | Motocicletta | Giri | Griglia |
| -- | ------------------- | ------------------------ | ------------ | ---- | ------- |
| 13 | Celestino Vietti    | Mooney VR46 Racing       | Kalex        | 21   | 8º      |
| 81 | Keminth Kubo        | Yamaha VR46 Master Camp  | Kalex        | 20   | 28º     |
| 42 | Marcos Ramírez      | MV Agusta Forward Racing | MV Agusta F2 | 19   | 22º     |
| 12 | Filip Salač         | Gresini Racing           | Kalex        | 18   | 16º     |
| 7  | Barry Baltus        | RW Racing GP             | Kalex        | 17   | 19º     |
| 28 | Niccolò Antonelli   | Mooney VR46 Racing       | Kalex        | 10   | 27º     |
| 19 | Lorenzo Dalla Porta | Italtrans Racing         | Kalex        | 10   | 15º     |
| 24 | Simone Corsi        | MV Agusta Forward Racing | MV Agusta F2 | 7    | 25º     |
| 9  | Jorge Navarro       | Flexbox HP40             | Kalex        | 3    | 20º     |

## Moto3

### Arrivati al traguardo
| Pos. | Nº | Pilota           | Squadra                   | Motocicletta  | Giri | Tempo     | Griglia | Punti |
| ---- | -- | ---------------- | ------------------------- | ------------- | ---- | --------- | ------- | ----- |
| 1º   | 28 | Izan Guevara     | GasGas Aspar              | Gas Gas       | 27   | 39'14.946 | 1º      | 25    |
| 2º   | 7  | Dennis Foggia    | Leopard Racing            | Honda NSF250R | 27   | +4.853    | 2º      | 20    |
| 3º   | 11 | Sergio García    | GasGas Aspar              | Gas Gas       | 27   | +4.964    | 8º      | 16    |
| 4º   | 71 | Ayumu Sasaki     | Sterilgarda Husqvarna Max | Husqvarna     | 27   | +5.941    | 4º      | 13    |
| 5º   | 24 | Tatsuki Suzuki   | Leopard Racing            | Honda NSF250R | 27   | +9.081    | 5º      | 11    |
| 6º   | 96 | Daniel Holgado   | Red Bull KTM Ajo          | KTM RC 250 GP | 27   | +12.826   | 3º      | 10    |
| 7º   | 53 | Deniz Öncü       | Red Bull KTM Tech3        | KTM RC 250 GP | 27   | +13.426   | 24º     | 9     |
| 8º   | 31 | Adrián Fernández | Red Bull KTM Tech3        | KTM RC 250 GP | 27   | +14.664   | 14º     | 8     |
| 9º   | 44 | David Muñoz      | BOE Motorsports           | KTM RC 250 GP | 27   | +21.055   | 7º      | 7     |
| 10º  | 48 | Iván Ortolá      | Angeluss MTA              | KTM RC 250 GP | 27   | +21.272   | 26º     | 6     |
| 11º  | 16 | Andrea Migno     | Rivacold Snipers          | Honda NSF250R | 27   | +21.452   | 12º     | 5     |
| 12º  | 5  | Jaume Masiá      | Red Bull KTM Ajo          | KTM RC 250 GP | 27   | +21.529   | 18º     | 4     |
| 13º  | 43 | Xavier Artigas   | CFMoto Racing PrüstelGP   | CFMoto        | 27   | +31.870   | 16º     | 3     |
| 14º  | 23 | Elia Bartolini   | QJMotor Avintia Racing    | KTM RC 250 GP | 27   | +31.792   | 23º     | 2     |
| 15º  | 82 | Stefano Nepa     | Angeluss MTA              | KTM RC 250 GP | 27   | +31.949   | 21º     | 1     |
| 16º  | 10 | Diogo Moreira    | MT Helmets - MSI          | KTM RC 250 GP | 27   | +32.120   | 19º     |       |
| 17º  | 72 | Taiyo Furusato   | Honda Team Asia           | Honda NSF250R | 27   | +32.228   | 20º     |       |
| 18º  | 20 | Lorenzo Fellon   | SIC58 Squadra Corse       | Honda NSF250R | 27   | +32.321   | 22º     |       |
| 19º  | 17 | John McPhee      | Sterilgarda Husqvarna Max | Husqvarna     | 27   | +45.223   | 13º     |       |
| 20º  | 27 | Kaito Toba       | CIP Green Power           | KTM RC 250 GP | 27   | +51.842   | 27º     |       |
| 21º  | 67 | Alberto Surra    | Rivacold Snipers          | Honda NSF250R | 27   | +55.564   | 25º     |       |
| 22º  | 22 | Ana Carrasco     | BOE Motorsports           | KTM RC 250 GP | 27   | +1'17.865 | 30º     |       |
| 23º  | 64 | Mario Aji        | Honda Team Asia           | Honda NSF250R | 22   | +5 giri   | 29º     |       |

### Ritirati
| Nº | Pilota          | Squadra                 | Motocicletta  | Giri | Griglia |
| -- | --------------- | ----------------------- | ------------- | ---- | ------- |
| 99 | Carlos Tatay    | CFMoto Racing PrüstelGP | CFMoto        | 17   | 17º     |
| 70 | Joshua Whatley  | VisionTrack Racing      | Honda NSF250R | 14   | 28º     |
| 6  | Ryusei Yamanaka | MT Helmets - MSI        | KTM RC 250 GP | 14   | 6º      |
| 66 | Joel Kelso      | CIP Green Power         | KTM RC 250 GP | 9    | 11º     |
| 19 | Scott Ogden     | VisionTrack Racing      | Honda NSF250R | 4    | 10º     |
| 18 | Matteo Bertelle | QJMotor Avintia Racing  | KTM RC 250 GP | 4    | 9º      |
| 54 | Riccardo Rossi  | SIC58 Squadra Corse     | Honda NSF250R | 0    | 15º     |